# O ovo ou a galinha

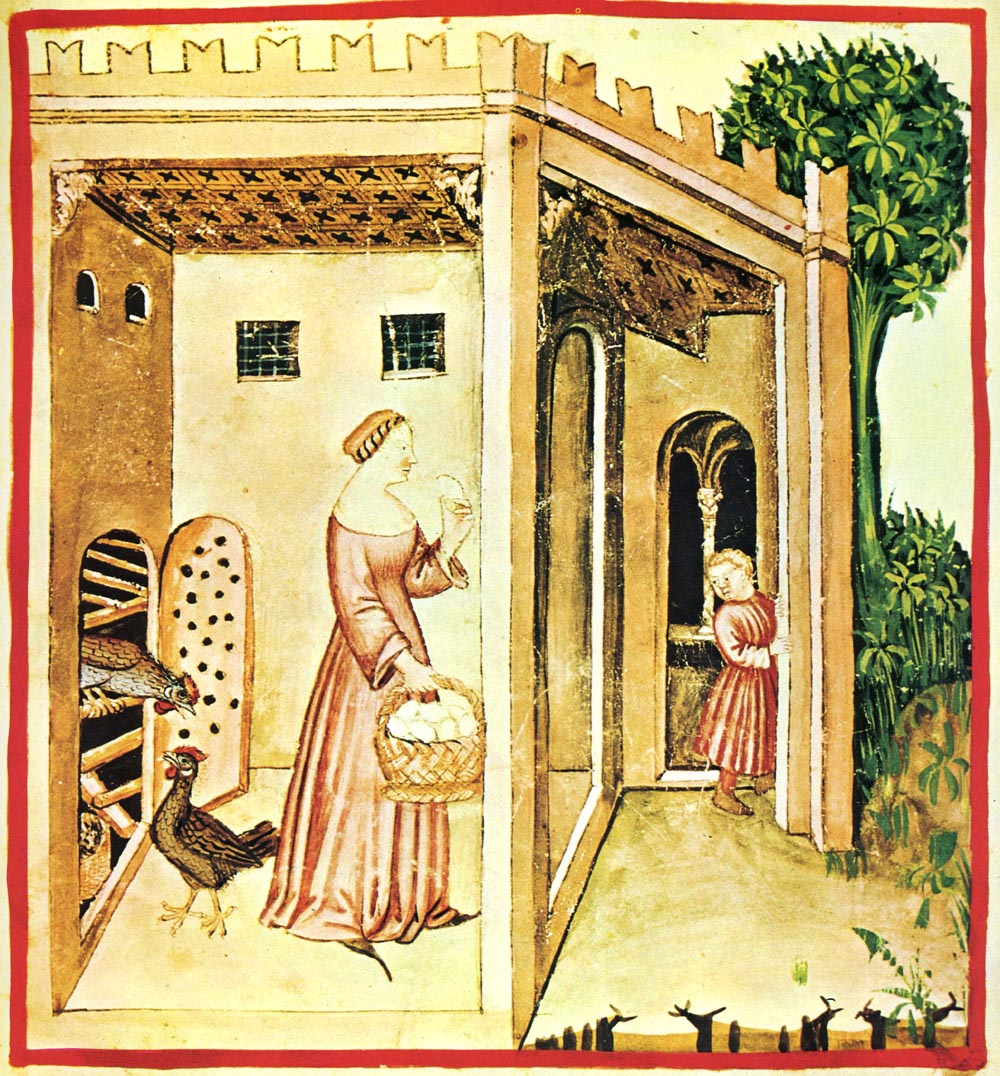
Ilustração da obra Tacuinum Sanitatis

O ovo ou a galinha é uma referência a um dilema de causalidade que surge da expressão O que veio antes, o ovo ou a galinha?. Considerando que a galinha nasceu do ovo e o ovo foi colocado pela galinha, seria difícil determinar o responsável pela criação original. Para antigos filósofos provocou um debate sobre como começou a vida e o universo.
Segundo a crença criacionista, existia um único casal de macho e fêmea, criada por Deus no início dos tempos, que se copularam para formar dois ou mais ovos, dos quais nasceram outros novos casais de macho e fêmea e assim sucessivamente.[carece de fontes?]
De acordo com a Teoria da Evolução, a resposta do paradoxo é que um ovo veio primeiro, embora seja necessário que ele fosse fecundado pelo macho. Deve-se considerar que o ancestral da galinha (que ainda não é uma galinha propriamente dita, mas descendente do dinossauro) foi modificando através de sucessivas mutações e reproduções até resultar na moderna galinha. Se fizer a mesma pergunta a esse ancestral, chegaremos ao ser mais primitivo que deu origem a toda a vida.
Segundo o livro "O Desaparecimento do Universo" de Gary R. Renard, os dois foram criados simultaneamente, junto com todo o resto do universo. Dentro da ilusão (maya), eles parecem ser separados, ainda que não sejam.